# Франтишек Кригел
Франтишек Кригел (на чешки František Kriegel) е чешки комунистически функционер, от еврейски произход, с висше медицинско образование — лекар. Станал известен с това, че е единственият член на чехословашката делегация отведена в Москва през 1968 год. който отказа да подпише Московският протокол, и един от четиримата депутати в Народното събрание на Чехословакия, които гласуват против приемането на договора за "временно пребиваване" на съветските войски на територията на Чехословакия през есента на 1968 г. През декември 1976 г. той е един от първите лекари, подписали Харта 77.